# Coenosia maculiventris
Coenosia maculiventris är en tvåvingeart som beskrevs av Huckett 1934. Coenosia maculiventris ingår i släktet Coenosia och familjen husflugor.
Artens utbredningsområde är Washington. Inga underarter finns listade i Catalogue of Life.